# Saint-Denis-d'Authou
Saint-Denis-d'Authou foi uma comuna francesa na região administrativa do Centro, no departamento Eure-et-Loir. Estendia-se por uma área de 22,35 km². Em 2010 a comuna tinha 1 016 habitantes (densidade: 45,5 hab./km²).
Em 1 de janeiro de 2019, passou a formar parte da nova comuna de Saintigny.